# Parc national de Djarylhatch
Le parc national de Djarylhatch , en ukrainien : Джарилгацький національний природний парк, est une aire protégée en Ukraine sur l'île de Djarylhatch, une presqu'île de l'oblast de Kherson. Célèbre pour ses plages de sable et ses sources minérales dans ses nombreux petits lacs, Djarylhatch est la plus grande île de la mer Noire. Le parc national a été créé le 11 décembre 2009.

## Histoire
Certaines parties du parc sont des réserves naturelles protégées depuis près de 100 ans, car la région est un représentant écologiquement sensible de l’habitat naturel de la côte nord de la mer Noire. Son importance est reconnue comme station de passage des oiseaux migrateurs.

## Description
L'île de Djarylhatch est un long banc de sable. Les eaux côtières sont très peu profondes, généralement moins de 1 mètre. La baie fait partie du site Ramsar des baies de Karkinit et de Djarylhatch.

Il y a plus de 80 espèces d’invertébrés dans le parc. Parce que la région contient de nombreuses plaines côtières peu profondes avec des fourrés protecteurs, elle est célèbre pour les écrevisses, les crabes et les poissons. La baie elle-même est connue pour ses moules et ses poissons. Les animaux sauvages comprennent les cerfs, les sangliers et les mouflons (un type de mouton sauvage). La bernache à cou roux, vulnérable, est endémique de la région.

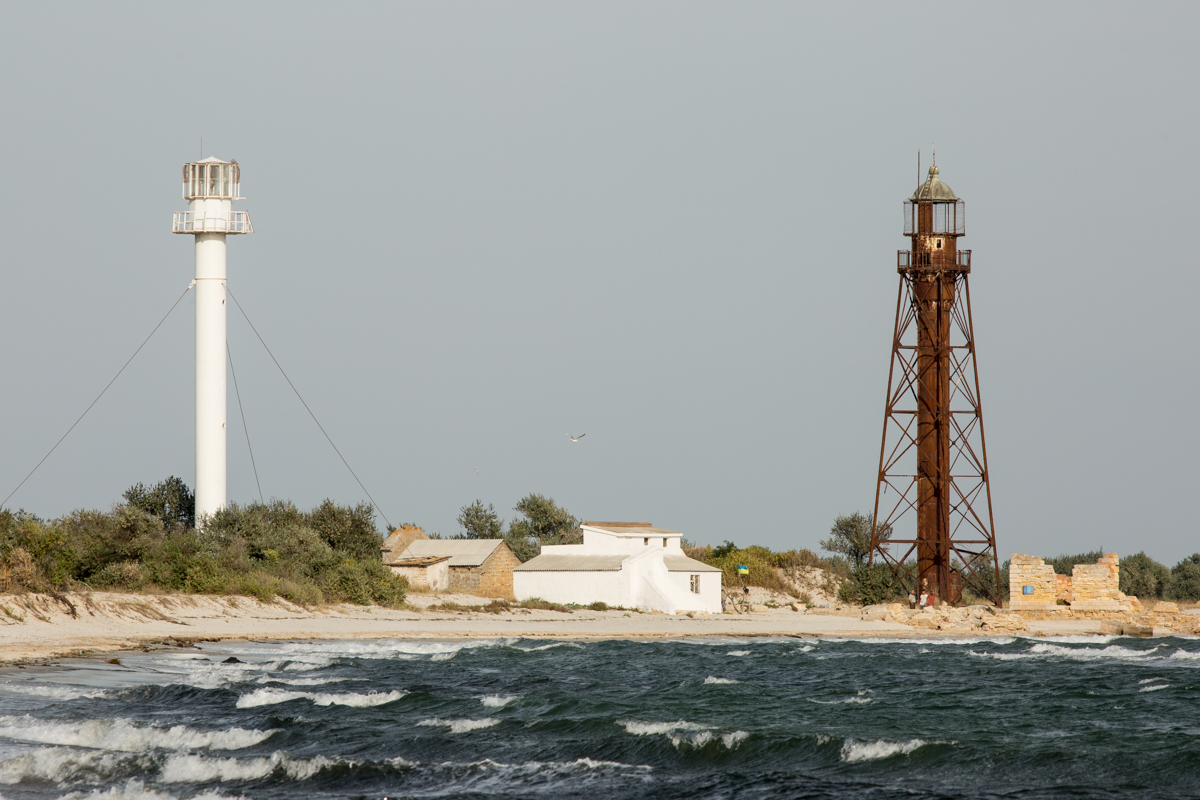
Les phares de 1902 et 1997
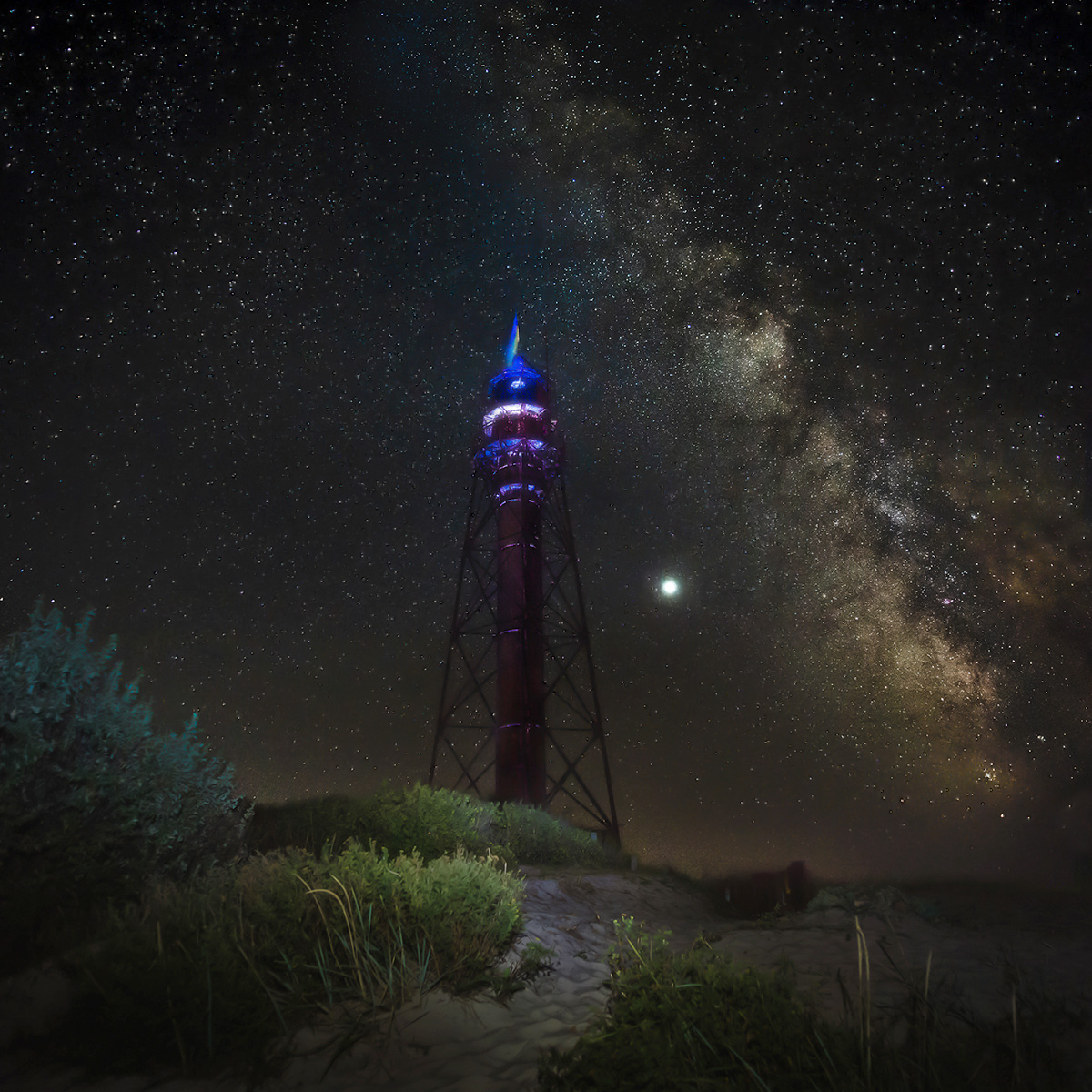
Phare de Djarilhats de nuit,
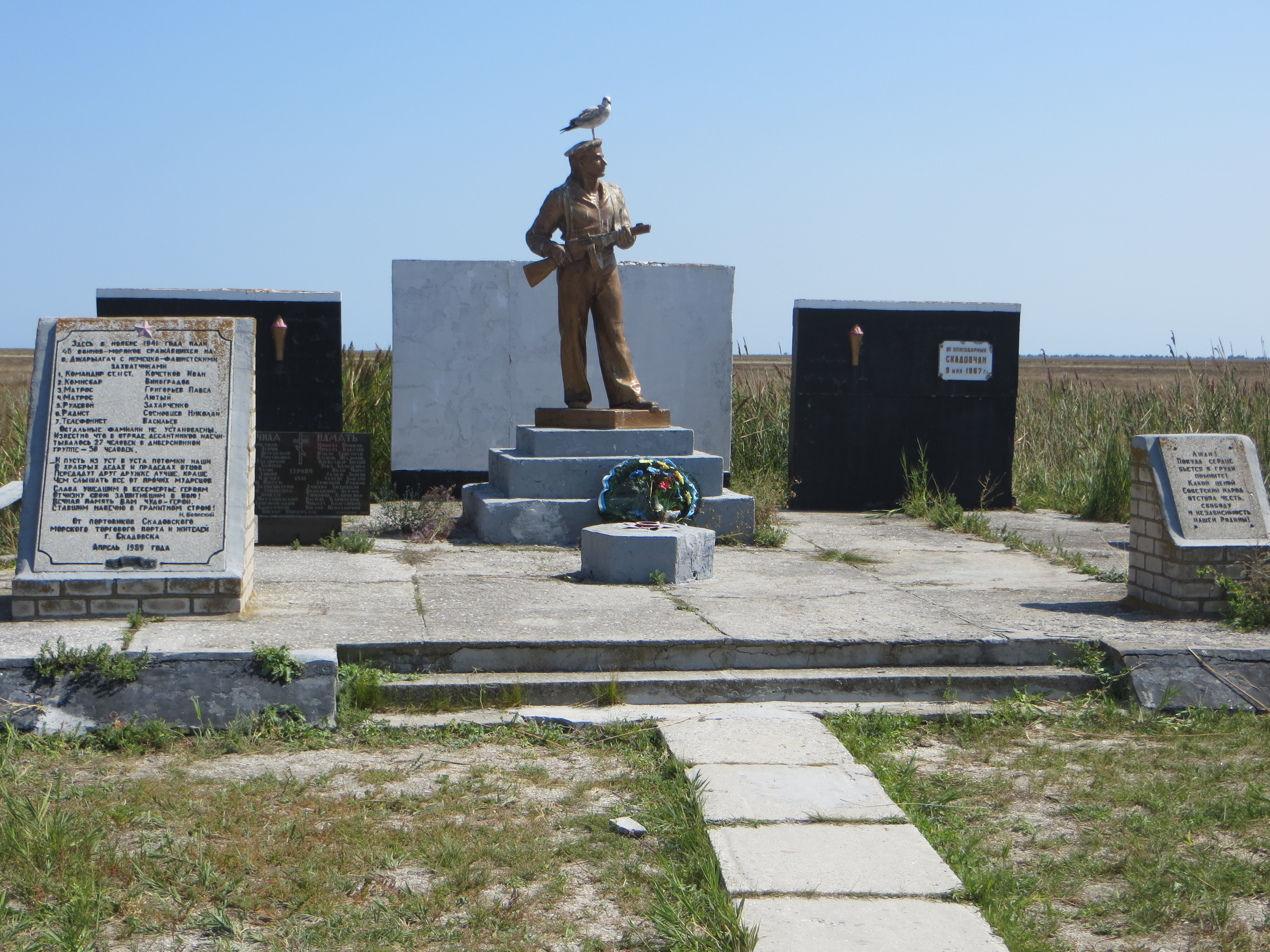
Monument classé[4].
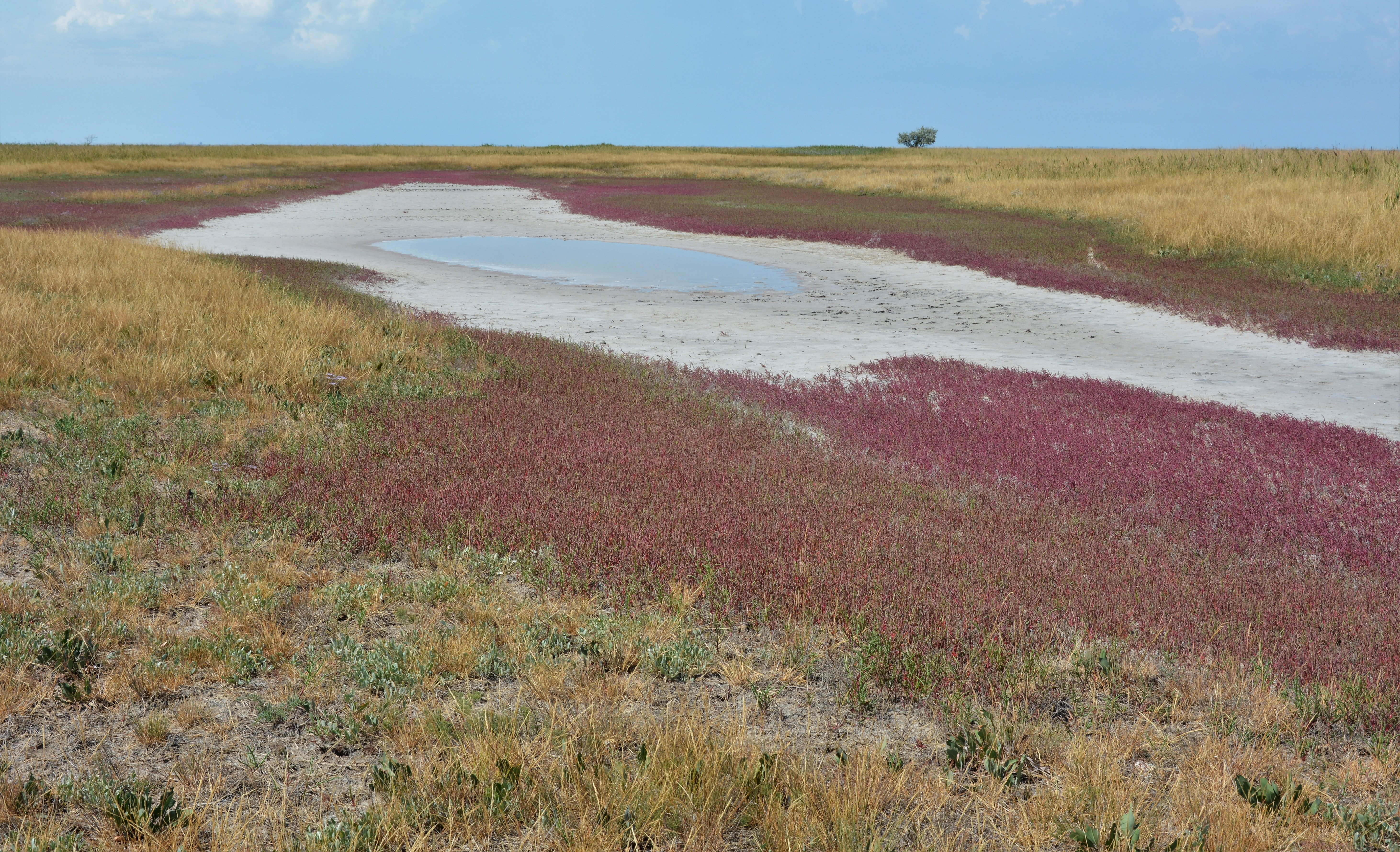
Lande
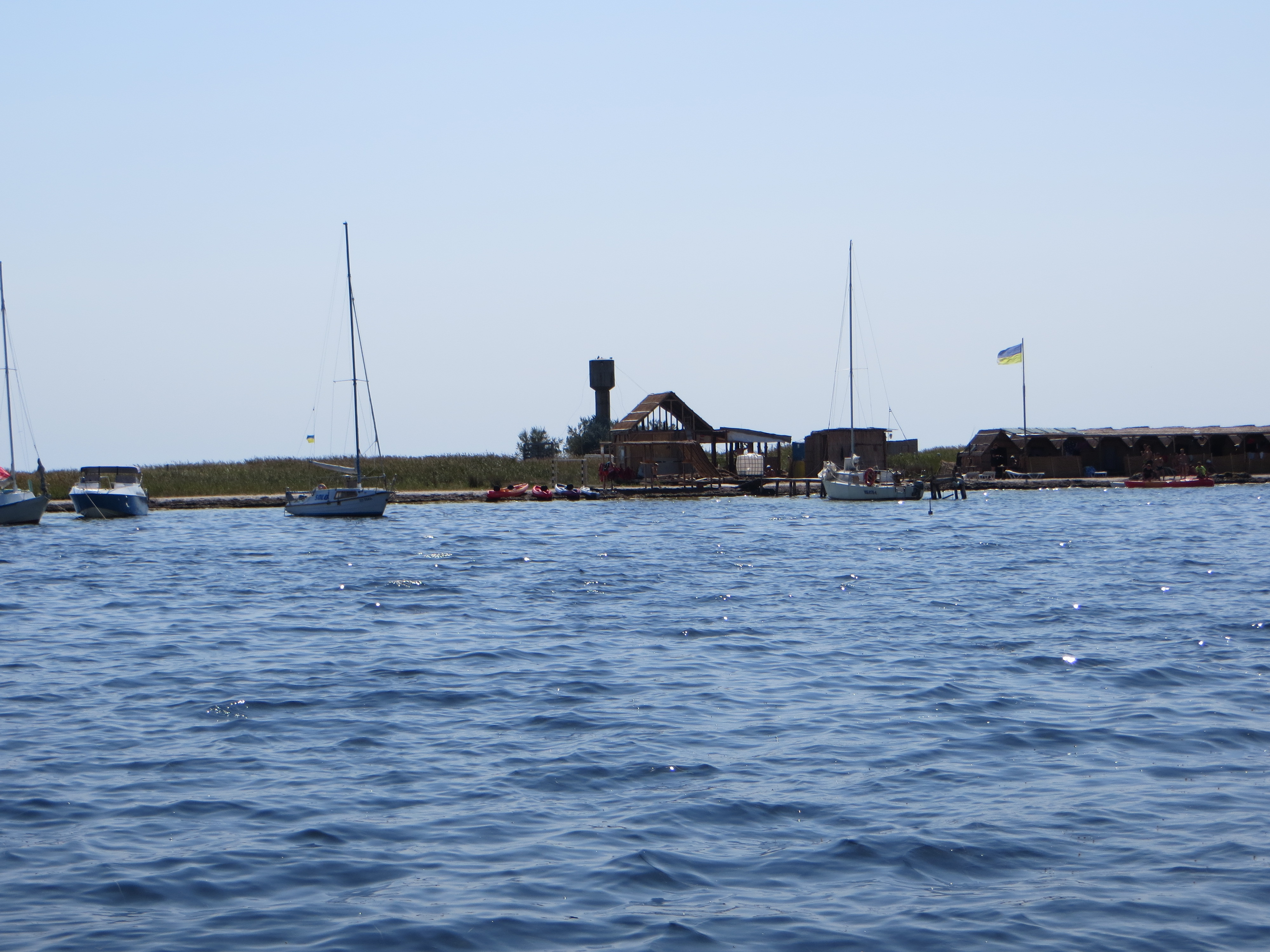
Appontage
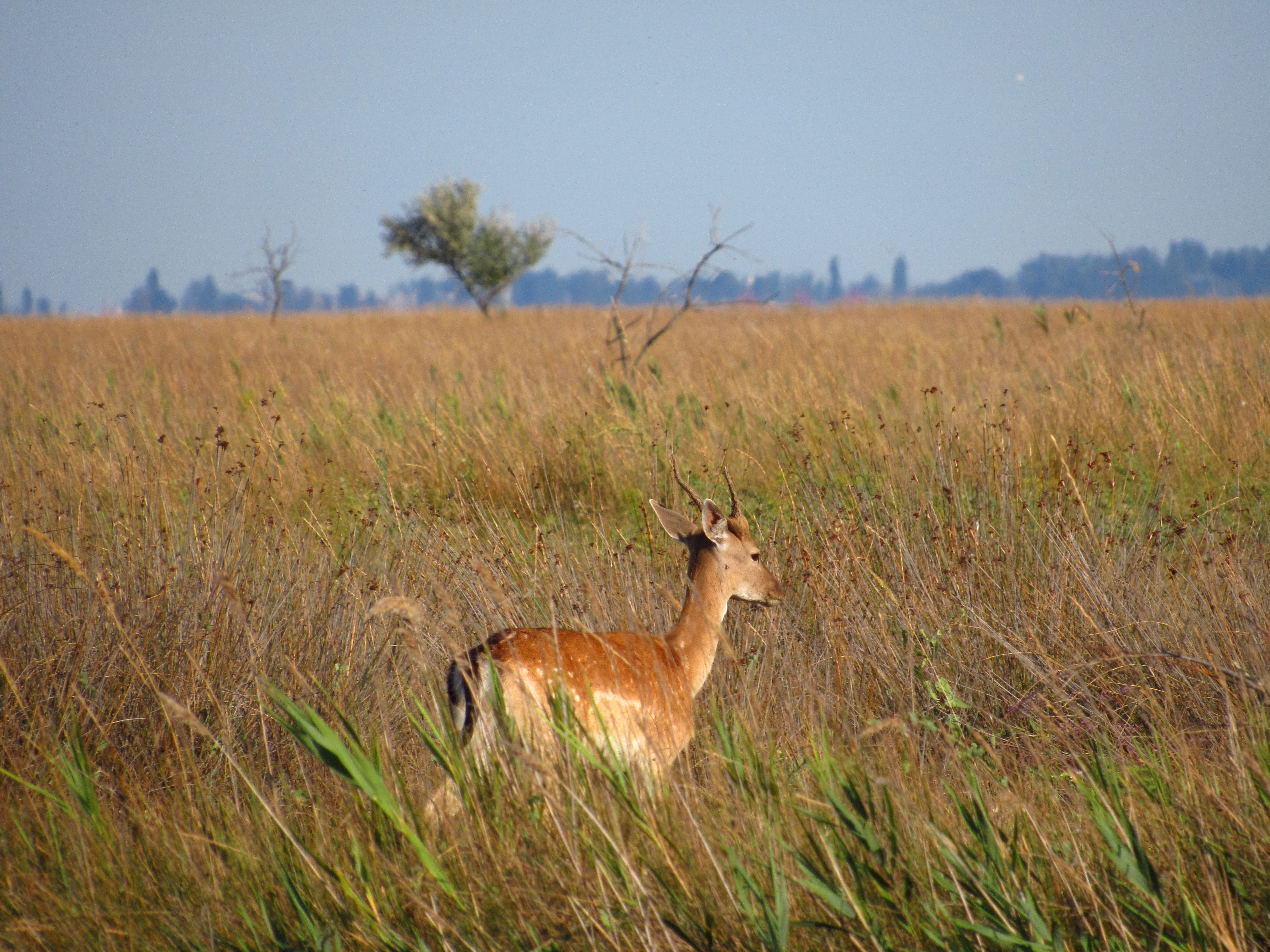
Cervidé
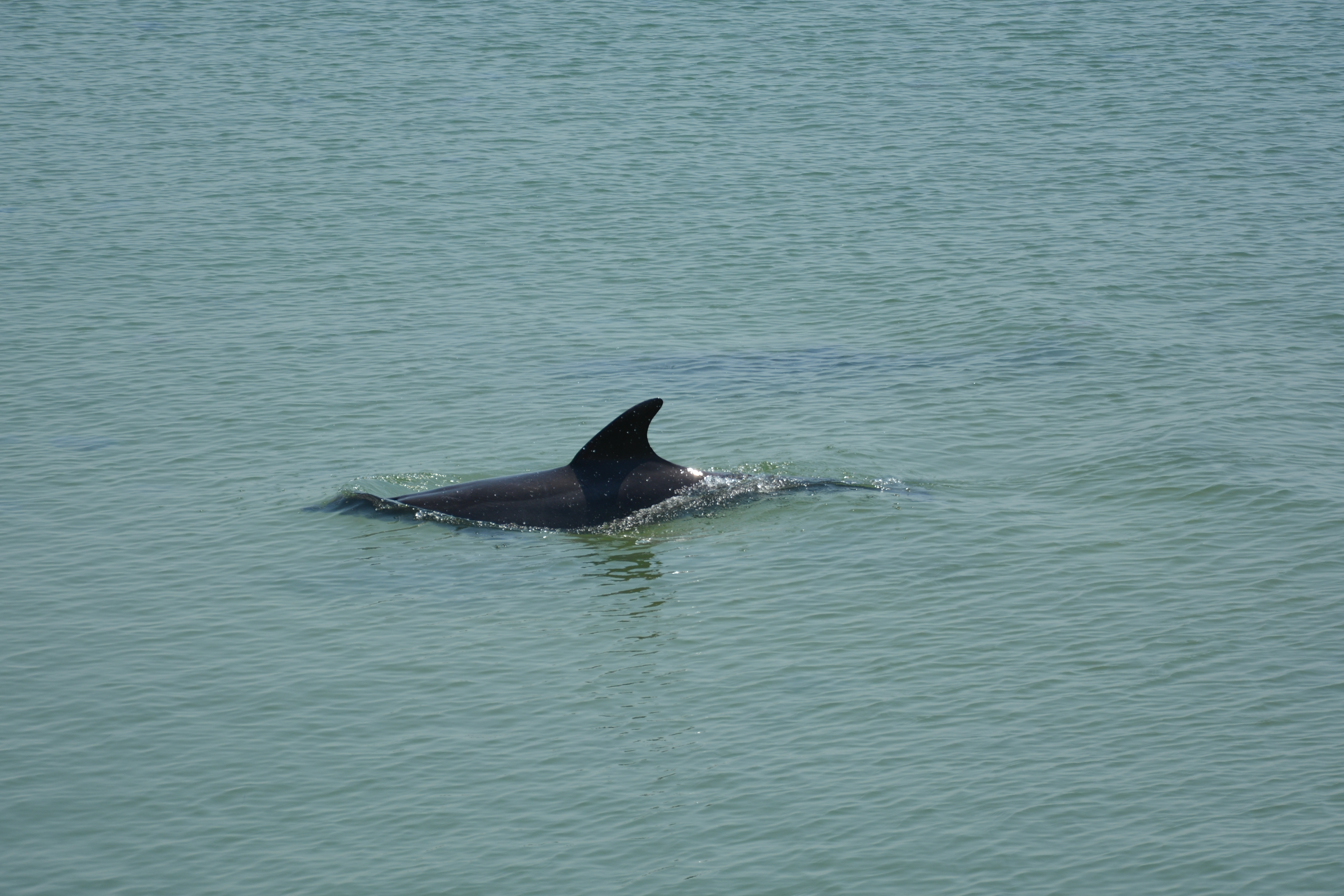
Dauphin
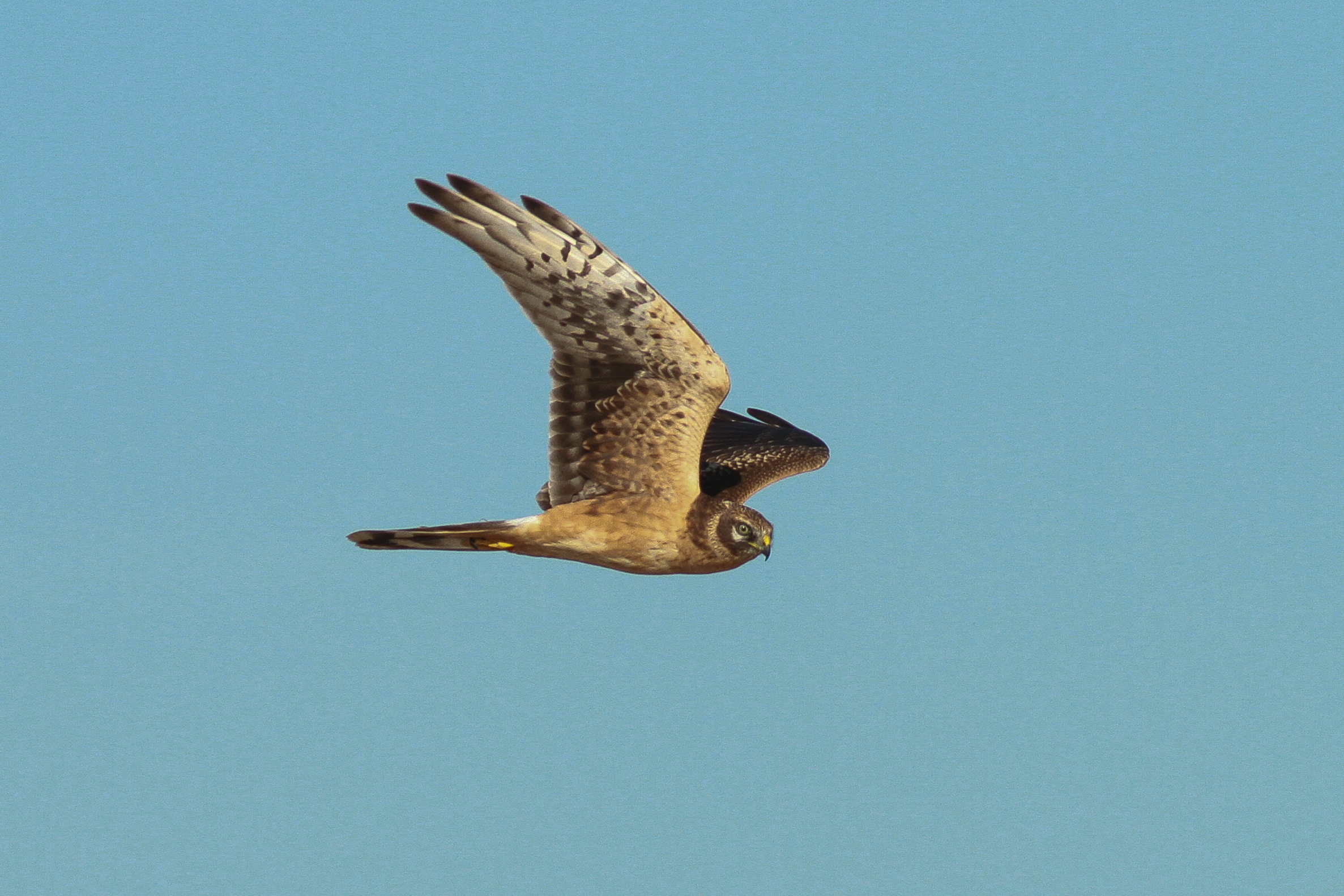
Busard pâle
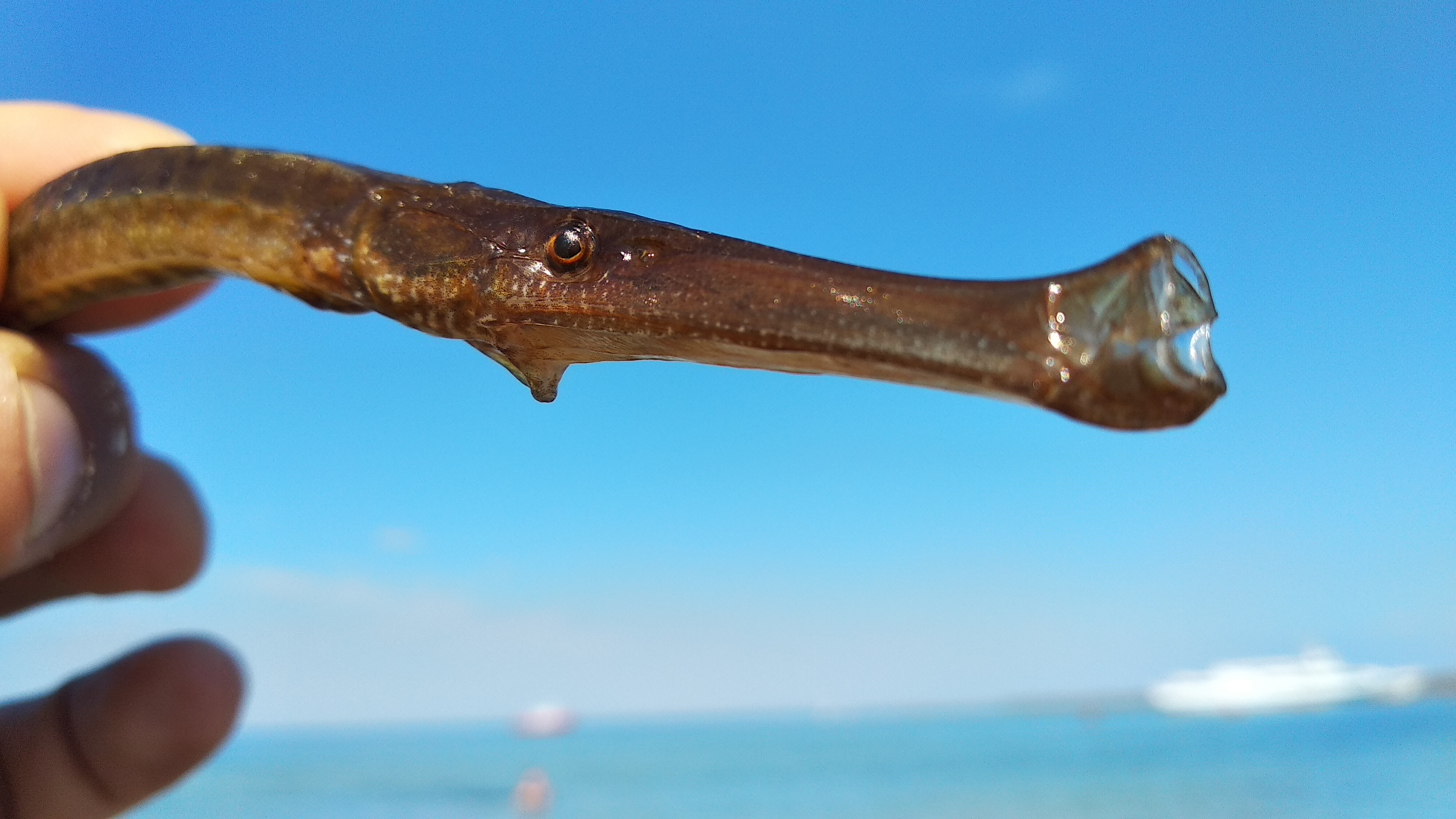
Poisson aiguille
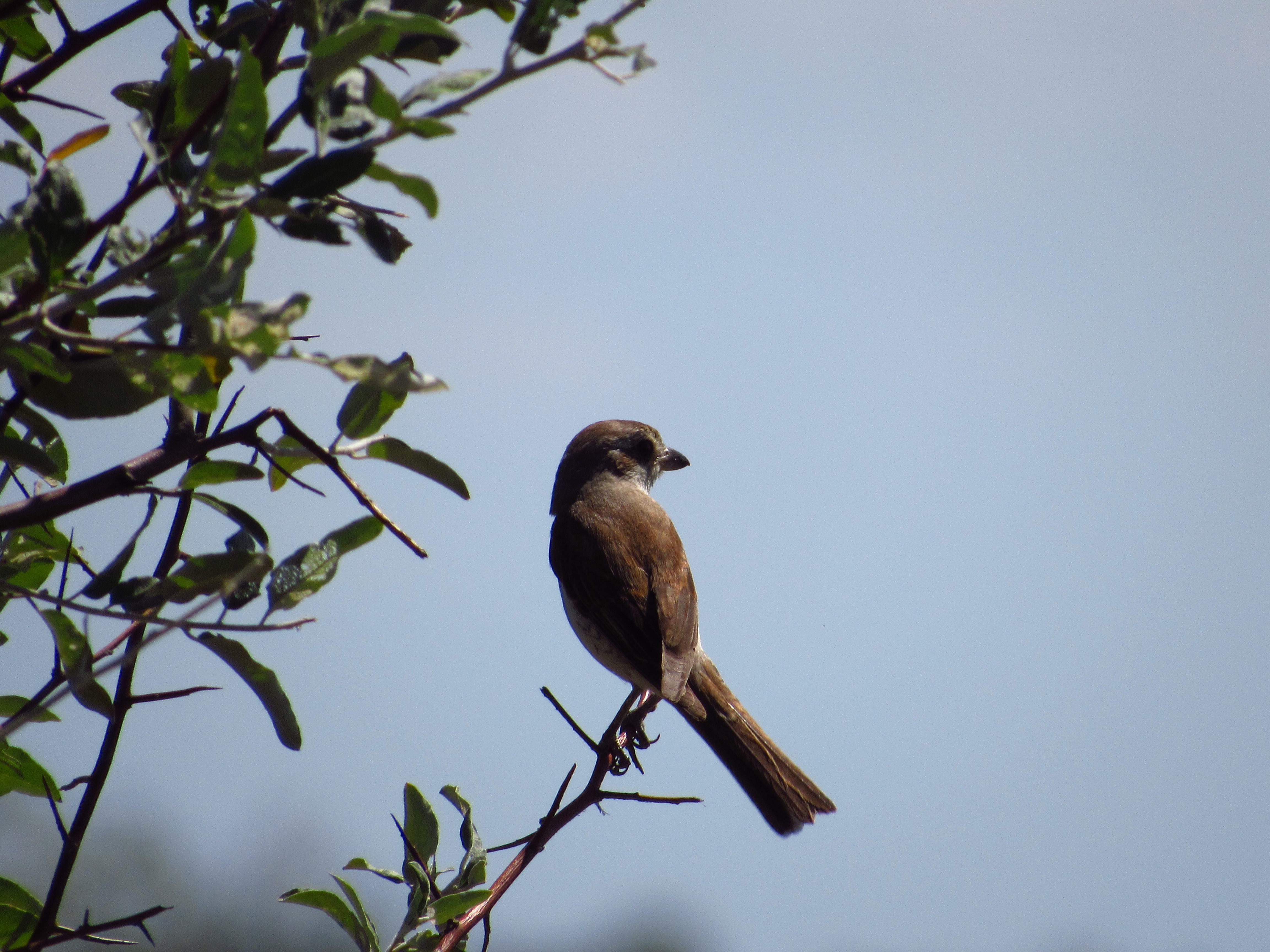
Oiseau.